# Lotta på Liseberg (musikalbum)
Lotta på Liseberg är ett album från 2016 av Lotta Engberg där hon sjunger allsångslåtar baserad på TV-programmet med samma namn.

## Låtlista
1. Vi sätter färg på Liseberg
2. Michelangelo
3. Sommaren är kort
4. Barfotavisan
5. Bra vibrationer
6. Ta mig till havet
7. Sommartider
8. Guld och gröna skogar
9. Sjösala vals
10. Det gör ont
11. Tiotusen röda rosor
12. Teddybjörnen Fredriksson
13. Sommar och sol
14. Välkommen till Göteborg
15. Allt eller inget (med Hasse Andersson)

## Listplaceringar
| Lista (2014) | Topplacering |
| ------------ | ------------ |
| Sverige      | 36           |

### Fotnoter
1. ↑  ”Lotta På Liseberg (Album)”. Cdon. 27 februari 2016. http://cdon.se/musik/engberg_lotta/lotta_p%C3%A5_liseberg-37974174. Läst 5 januari 2017.
2. ↑  Listplacering, läst 5 januari 2017